# 柯蒂斯島
柯蒂斯島（英語：Curtis Island）是新西蘭的火山島，位於太平洋西南部海域，屬於克馬得群島的一部分，長0.87公里、寬0.6公里，面積0.4平方公里，最高點海拔高度47米，島上無人居住。

## 外部連結
- Kermadec Marine Reserve (New Zealand Department of Conservation) （页面存档备份，存于）

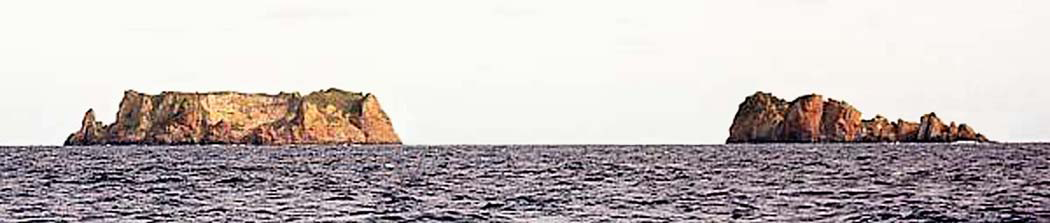

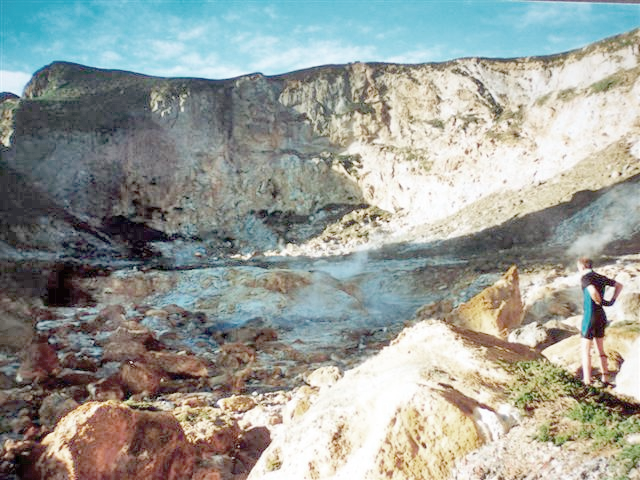

- （英文） Curtis Island - Global volcanism program （页面存档备份，存于）

30°33′S 178°34′W / 30.550°S 178.567°W